# Meave Leakey
Meave G. Leakey (nascida Meave Epps em 28 de julho de 1942; Londres, Inglaterra) é uma paleoantropóloga britânica. Ela trabalha na Universidade Stony Brook e é coordenadora de pesquisa do Plio-Pleistoceno no Instituto da Bacia de Turkana. Ela estuda a evolução dos primeiros hominídeos e fez extensas pesquisas de campo na Bacia de Turkana. Ela é doutora em filosofia e ciências.

## Biografia
Ela recebeu seu PhD em zoologia em 1968. Em 2004, ela foi premiada com um D.Sc. honorário da University College London, para paleontologia. Naquele mesmo ano, ela recebeu o prêmio Golden Plate Award da American Academy of Achievement. Leakey é atualmente uma professora e pesquisadora do Instituto da Bacia de Turkana (afiliado à Universidade Stony Brook). Em 30 de abril de 2013, Leakey foi eleita Associada Estrangeira da Academia Nacional de Ciências dos Estados Unidos, com especialidades em geologia e antropologia. O que fez de Leakey a primeira cidadã queniana e primeira cidadã de um país africano a ser eleita membro da Academia Nacional de Ciências. Em 2017, foi eleita para ingressar a American Philosophical Society.